# Slavonska nogometna zona Podravska skupina 1977./78.
Slavonska nogometna zona je bila jedna od zonskih liga Prvenstva rvatske, koja je zajedno s ligama iz ostalih republika predstavljala 4. rang u nogometnom prvenstvu SFRJ u sezoni 1977./78. Od sezone 1971./72. bila je podjeljena u dvije skupine: Podravsku i Posavsku. Prvaci ovih grupa bi igrali meč za prvaka Slavonije, odnosno pobjednik bi se kvalificirao u Hrvatsku republičku ligu - Sjever. Iz lige klubovi bi bili relegirani u prvenstva općinskih nogometnih podsaveza. 
 
Sudjelovalo je 14 klubova, a prvak je bila "Valpovka iz Valpova. 

## Ljestvica
| Mj. | Klub                         | Sus. | Pobj. | Ner. | Por. | GR.   | Bod. |
| --- | ---------------------------- | ---- | ----- | ---- | ---- | ----- | ---- |
| 1.  | NK Valpovka Valpovo          | 26   | 17    | 3    | 6    | 78:30 | 37   |
| 2.  | NK Olimpija Osijek           | 26   | 14    | 6    | 6    | 46:29 | 34   |
| 3.  | NK LIO Osijek                | 26   | 13    | 7    | 6    | 50:40 | 33   |
| 4.  | NK Metalac Osijek            | 26   | 12    | 7    | 7    | 46:34 | 31   |
| 5.  | NK Jadran Šećerana           | 26   | 12    | 5    | 9    | 52:32 | 29   |
| 6.  | NK Đurđenovac                | 26   | 12    | 3    | 11   | 46:47 | 27   |
| 7.  | NK Jedinstvo Donji Miholjac  | 26   | 9     | 7    | 10   | 47:45 | 25   |
| 8.  | NK Jedinstvo Đakovo          | 26   | 9     | 7    | 10   | 40:45 | 25   |
| 9.  | NK Šparta Beli Manastir      | 26   | 10    | 4    | 12   | 33:38 | 24   |
| 10. | NK Darda                     | 26   | 8     | 7    | 11   | 49:47 | 23   |
| 11. | NK Slatina Podravska Slatina | 26   | 8     | 7    | 11   | 52:58 | 23   |
| 12. | NK Sloga Borovo              | 26   | 10    | 2    | 14   | 40:66 | 22   |
| 13. | NK Jedinstvo Čepin           | 26   | 8     | 2    | 16   | 31:48 | 18   |
| 14. | NK Grafičar Osijek           | 26   | 5     | 3    | 18   | 21:70 | 13   |

## Utakmice za prvaka Slavonije i ulazak u Republičku ligu – Sjever
Prvaka Slavonije je odlučivao dvomeč prvaka Podravske i Posavske skupine Slavonske nogometne zone:
NK Valpovka Valpovo - NK Borac Podvinje 4:1
NK Borac Podvinje - NK Valpovka Valpovo 1:2
Prvak Slavonije je postala NK Valpovka Valpovo i time postala novi član Hrvatske republičke lige - Sjever.

## Unutarnje poveznice
- Slavonska zona - Posavska skupina 1977./78.